# Saccolongo
Saccolongo település Olaszországban, Veneto régióban, Padova megyében. Lakosainak száma 4925 fő (2023. január 1.). Saccolongo Cervarese Santa Croce, Mestrino, Veggiano, Rubano, Selvazzano Dentro és Teolo községekkel határos.

## Népesség
A település lakossága az elmúlt években az alábbi módon változott:
| Lakosok száma | 4922 | 4945 | 4925 |
|               | 2017 | 2018 | 2023 |